# Malattia delle urine a sciroppo d'acero
La malattia delle urine a sciroppo d'acero (MSUD, dall'acronimo in lingua inglese per maple syrup urine disease), chiamata anche chetoaciduria a catena ramificata, leucinosi e deficit di chetoacidodeidrogenasi a catena ramificata, è una malattia genetica a trasmissione autosomica recessiva facente parte dei disturbi congeniti del metabolismo. L'alterazione riguarda il metabolismo degli aminoacidi a catena ramificata; è un'acidosi organica e prende il nome dal caratteristico odore delle urine nei soggetti colpiti.

## Eziopatogenesi
La malattia è causata da una carenza dell'enzima alfa-chetoacido deidrogenasi a catena ramificata che genera un accumulo nel sangue e nelle urine di aminoacidi a catena ramificata, ovvero leucina, isoleucina e valina, e dei chetoacidi prodotti dal loro metabolismo.
Il complesso enzimatico consta di quattro subunità designate E1α, E1β, E2 ed E3, con quest'ultima che è anche un componente del complesso della piruvato deidrogenasi e della chetoglutarato deidrogenasi. La malattia deriva da mutazioni presenti in ciascuno dei geni che codificano per le subunità enzimatiche.

## Clinica
Prima dell'introduzione di specifiche indagini, con identificazione dei pazienti tramite valutazione della concentrazione plasmatica degli aminoacidi coinvolti, la diagnosi era comunemente fatta sulla base del quadro clinico. Il composto responsabile per l'odore delle urine è il sotolone.
I bambini affetti sembrano sani alla nascita ma, se non trattati, vanno incontro a gravi danni cerebrali e al decesso. Dalla prima infanzia la malattia si presenta con scarsa alimentazione, vomito, disidratazione, letargia, ipotonia, convulsioni, ipoglicemia, chetoacidosi, opistotono, episodi di pancreatite e, alla fine, coma e declino neurologico.